# Arguis
Arguis település Spanyolországban, Huesca tartományban. Arguis Nueno községgel határos. Lakosainak száma 165 fő (2024).

## Népesség
A település lakosságának változását az alábbi diagram mutatja:
| Lakosok száma | 127  | 125  | 153  | 153  | 160  | 165  |
|               | 2019 | 2020 | 2021 | 2022 | 2023 | 2024 |